# 譚家寨樓
譚家寨樓位於重慶市萬州區分水鎮培文八角村二組，文物遺址年代為清代，2009年12月15日列為第二批重慶市文物保護單位。